# Pseudantheraea
Pseudantheraea é um gênero de mariposa pertencente à família Bombycidae.